# Lista de personagens de Gossip Girl
Este artigo contém a lista de personagens da série dramática da The CW, Gossip Girl, é baseado na popular série de livros do mesmo nome, escrita pela autora Cecily von Ziegesar. A série apresenta nove personagens regulares e segue a história de vários estudantes do ensino médio, que frequentam a escola preparatória fictícia, "Constance Saint Jude". A série é narrada por um personagem aparentemente onisciente, "Gossip Girl" (dublado por Kristen Bell).

## Elenco

### Principal
| Ator                  | Personagem                     | Temporadas       | Temporadas       | Temporadas       | Temporadas       | Temporadas       | Temporadas         |  |
| Ator                  | Personagem                     | 1                | 2                | 3                | 4                | 5                | 6                  |  |
| Elenco Principal      | Elenco Principal               | Elenco Principal | Elenco Principal | Elenco Principal | Elenco Principal | Elenco Principal | Elenco Principal   |  |
| --------------------- | ------------------------------ | ---------------- | ---------------- | ---------------- | ---------------- | ---------------- | ------------------ |  |
| Blake Lively          | Serena van der Woodsen         | Principal        | Principal        | Principal        | Principal        | Principal        | Principal          |  |
| Leighton Meester      | Blair Waldorf                  | Principal        | Principal        | Principal        | Principal        | Principal        | Principal          |  |
| Penn Badgley          | Dan Humphrey                   | Principal        | Principal        | Principal        | Principal        | Principal        | Principal          |  |
| Ed Westwick           | Chuck Bass                     | Principal        | Principal        | Principal        | Principal        | Principal        | Principal          |  |
| Chace Crawford        | Nate Archibald                 | Principal        | Principal        | Principal        | Principal        | Principal        | Principal          |  |
| Taylor Momsen         | Jenny Humphrey                 | Principal        | Principal        | Principal        | Recorrente       | —                | Convidada          |  |
| Jessica Szohr         | Vanessa Abrams                 | Principal        | Principal        | Principal        | Recorrente       | —                | Convidada          |  |
| Kelly Rutherford      | Lily van der Woodsen           | Principal        | Principal        | Principal        | Principal        | Principal        | Principal          |  |
| Matthew Settle        | Rufus Humphrey                 | Principal        | Principal        | Principal        | Principal        | Principal        | Principal          |  |
| Kaylee DeFer          | Ivy Dickens                    | —                | —                | —                | Recorrente       | Principal        | Principal          |  |
| Elenco Recorrente     |                                |                  |                  |                  |                  |                  |                    |  |
| Michelle Trachtenberg | Georgina Sparks                | Recorrente       | Recorrente       | Recorrente       | Recorrente       | Recorrente       | Recorrente         |  |
| Margaret Colin1       | Eleanor Waldorf-Rose           | Recorrente       | Recorrente       | Recorrente       | Recorrente       | Recorrente       | Participação       |  |
| Connor Paolo          | Eric van der Woodsen           | Recorrente       | Recorrente       | Recorrente       | Recorrente       |                  | Convidado          |  |
| Sam Robards           | Howard "The Captain" Archibald | Recorrente       | Convidado        |                  | Recorrente       |                  | Convidado          |  |
| Zuzanna Szadkowski    | Dorota Kishlovsky              | Recorrente       | Recorrente       | Recorrente       | Recorrente       | Recorrente       | Recorrente         |  |
| Robert John Burke     | Bart Bass                      | Recorrente       | Recorrente       | Convidado        |                  | Convidado        | Recorrente         |  |
| Sebastian Stan        | Carter Baizen                  | Convidado        | Recorrente       | Recorrente       |                  |                  |                    |  |
| Caroline Lagerfelt    | Celia "CeCe" Rhodes            | Convidado        | Recorrente       | Recorrente       | Convidado        | Convidado        |                    |  |
| Desmond Harrington    | Jack Bass                      |                  | Recorrente       | Recorrente       | Convidado        | Recorrente       | Convidado          |  |
| Wallace Shawn         | Cyrus Rose                     |                  | Recorrente       | Convidado        | Convidado        | Convidado        | Convidado          |  |
| Sheila Kelley2        | Carol Rhodes                   |                  | Convidado        |                  | Convidado        | Recorrente       |                    |  |
| Chris Riggi           | Scott Rosson                   |                  | Convidado        | Recorrente       |                  |                  |                    |  |
| Hilary Duff           | Olivia Burke                   |                  |                  | Recorrente       |                  |                  |                    |  |
| Kevin Zegers          | Damian Daalgard                |                  |                  | Recorrente       | Recorrente       |                  |                    |  |
| William Baldwin       | William van der Woodsen        |                  |                  | Recorrente       | Convidado        | Recorrente       | Convidado          |  |
| Katie Cassidy         | Juliet Sharp                   |                  |                  |                  | Recorrente       |                  | Convidado especial |  |
| Hugo Becker           | Louis Grimaldi                 |                  |                  |                  | Recorrente       | Recorrente       |                    |  |
| David Call            | Ben Donovan                    |                  |                  |                  | Recorrente       |                  |                    |  |
| Michael Boatman       | Russell Thorpe                 |                  |                  |                  | Recorrente       |                  |                    |  |
| Tika Sumpter          | Raina Thorpe                   |                  |                  |                  | Recorrente       |                  |                    |  |
| Elizabeth Hurley      | Diana Payne                    |                  |                  |                  |                  | Recorrente       |                    |  |
| Ella Rae Peck         | Charlotte "Lola" Rhodes        |                  |                  |                  |                  | Recorrente       | Convidado          |  |
| Barry Watson          | Steven Spence                  |                  |                  |                  |                  |                  | Recorrente         |  |
| Sofia Black-D'Elia    | Sage Spence                    |                  |                  |                  |                  |                  | Recorrente         |  |

- ↑1  No episódio piloto, Eleanor Waldorf foi interpretada por Florencia Lozano.
- ↑2  Na 2 ª temporada episódio "Valley Girls", Carol Rhodes foi interpretada por Krysten Ritter.

## Personagem recorrente

### Familiares
Personagens recorrentes, que são a família de um ou mais dos personagem principais. Os nomes estão listados alfabeticamente.

#### Anne Archibald
Interpretado por Francie Swift nas temporadas um, dois e quatro, Anne Archibald (née van der Bilt) é a mãe de Nate Archibald. Durante a primeira temporada ele ajudou o marido em lidar com as contas de Eleanor Waldorf. Uma vez ela prometeu a Eleanor Waldorf dar a Blair seu anel de noivado de Cornelius Vanderbilt, caso Nate e Blair estivessem noivos, mas quando Blair testemunha os problemas de Nate com seu pai, ela termina o relacionamento. Na segunda temporada, a mãe de Nate, cujos ativos financeiros foram congelados desde a saída culpada do marido, sua casa em Manhattan é apreendida, deixando Nate morando temporariamente com os Humphreys. A reputação de Anne Archibald também estava em perigo durante sua situação financeira, com Chuck dando seu empréstimo depois de vender seu clube, Victrola, mas isso faz com que Nate acabe com sua amizade com Chuck. Seus problemas financeiros chegam ao fim quando Nate convence seu pai a ir direto ao FBI e ela chora pela prisão de seu marido. Pouco antes de seu marido ser libertado da prisão, ela pede o divórcio.

#### Howard Archibald
Interpretado por Sam Robards nas temporadas um, dois, quatro e seis. Howard Archibald é o pai de Nate Archibald. Howard é um criminoso de colarinho branco e um viciado em cocaína em recuperação. Ele sai para escapar da prisão, ainda viciado em cocaína e Nate soca seu pai antes que o pudesse entrar em sua limusine e fugiu para República Dominica. Na segunda temporada, quando ele retornou a Nova York, para levar Nate e sua mãe com ele, Nate deu a ele uma escolha. Que volte para a República Dominica e nunca mais fale com sua família ou entregue-se à polícia. Howard decidiu fazer a coisa certa e escolheu se entregar. Na quarta temporada, Howard recebe mais tarde um processo por divórcio durante a prisão, alguns meses antes de ser libertado da prisão. Quando ele está em liberdade condicional, Howard logo aceita um emprego com Russell Thorpe.

#### Bart Bass
Interpretado por Robert John Burke , na época um, dois, cinco e seis, ele é o pai de Chuck. Ele é dono da "Bass Corporation" é casado com Lily van der Woodsen. Sua família mora em Nova York, no Palace Hotel, que ele possui. Ele é o homem com mais dinheiro no Upper East Side. Ele controla sua família, tem seu negócio impecável e mostra pouco ou nenhum interesse na vida de seu filho Chuck. Na 2ª temporada, com a ajuda de Dan, ele e Chuck tentam consertar o relacionamento deles, mas depois ele morre em um acidente, fazendo com que Chuck se sinta ainda mais sozinho. Na terceira temporada, ele reaparece como um fantasma no aniversário de sua morte.

#### Jack Bass
Interpretado por Desmond Harrington nas temporadas dois a seis. Tio de Chuck que retorna a Nova York quando seu irmão Bart Bass falece e, assim, tenta alcança o controle das Indústrias Bass.

#### Alison Humphrey
Interpretada por Susan Misner, esposa de Rufus e mãe de Dan e Jenny. Alison tem um relacionamento com seu vizinho, Alex, em Hudson, o que causa um conflito com os Humphreys. Isso faz com que ela escolha Rufus, entre ela e Lily, a mãe de Serena, no Dia de Ação de Graças. Finalmente, no Natal, Rufus e Alison decidem não continuar seu relacionamento porque não vai funcionar.

#### CeCe Rhodes
Interpretada por Caroline Lagerfelt nas temporadas um, dois, três, quatro e cinco, a mãe de Lily e Carol e a avó de Serena, Eric, Schott e Charlote "Charlie". Por causa do término do relacionamento de Lily e Rufus, CeCe quer fazer o mesmo com o relacionamento de Serena e Dan. Sua personalidade fria e manipuladora muda na segunda temporada e deixa Dan entrar na festa branca, vendo que ele ainda quer algo com Serena. Após a morte de Bart Bass, ela revela que Lily estava em um sanatório e que ela tinha um filho, que mais tarde deu em adoção. A guerra entre a filha e a mãe continua durante a prisão de Serena, mas todos os problemas são resolvidos antes de CeCe partir. CeCe finge uma doença súbita na terceira temporada que faz com que Lily deixe Manhanttan para cuidar dela.

#### Cyrus Rose
Interpretado por Wallace Shawn, nas temporadas dois, três, quatro e cinco. Cyrus é advogado de divórcio de Eleanor Waldorf, que se torna seu novo amor na segunda temporada. Blair está animada em conhecê-lo em primeira instância, já que sua mãe acredita que ele é um dos melhores homens. Blair ficou impressionada ao saber que ele era velho, careca, com 1,5 metro de altura e uma personalidade feliz. Em "The Magnificent Archibald", Cyrus e Eleanor começam um relacionamento. Cyrus também é pai de Aaron Rose, de um casamento anterior.

#### Scott Rosson
Scott foi interpretado por Chris Riggi nas temporadas 2 e 3.  Ele é o filho biológico de Lily Bass e Rufus Humphrey, que Lily abandonou quando ela nasceu. Quando Rufus e Lily foram procurá-lo depois de 20 anos, seus pais adotivos lhe disseram que ele havia morrido em um acidente. No entanto, ele não morreu, seus pais adotivos não queriam perder outro filho. No episódio final da segunda temporada, Scott saiu de casa e veio para Nova York em busca de seus pais biológicos, enquanto seus pais adotivos acreditavam que ele estava em Portland. Scott começa a se aproximar mais e mais de Rufus para conhecê-lo, paralelo a isso, ele conhece Vanessa e começa um relacionamento com ela. Scott se matricula na NYU e mente sobre seu sobrenome para não ser descoberto. Depois de contar toda a verdade a Vanessa, ele está convencido por sua mãe adotiva de não contar a verdade. Antes de partir para Boston, Georgina ouve toda a verdade de Scott, então ela o segue e eles se tornam amigos. Durante o casamento de Lily e Rufus, Georgina em vingança contra Dan, diz a todos que o segredo de Scott e Lily e Rufus estão reunidos com Scott. Ele decide voltar para Boston com seus pais adotivos.

#### Maureen van der Bilt
Interpretada por Holley Fain nas temporadas dois e três, Maureen van der Bilt é a esposa de Tripp. Ela revela seu lado mais manipulador na 3ª temporada, quando inventa um plano para que Trip ganhe o assento no Congresso deixado pelo falecido congressista Krueger. Ela contrata alguém para se afogar propositadamente para ser salvo por Trip, dando-lhe uma vantagem para vencer a eleição, dando-lhe uma imagem heróica. Quando Nate e Vanessa descobrem que o homem no vídeo foi contratado para ajudar Trip a vencer a eleição, Nate e Trip acusam William e juram que eles evitarão qualquer associação com ele.

#### Tripp van der Bilt
Interpretado por Aaron Tveit nas temporadas dois, três e cinco, William "Tripp" van der Bilt III é o primo mais velho de "política" de Nate, que se casaria na segunda temporada e discute com Vanessa sobre o futuro de Nate. Ele então convence Nate a fazer o estágio no gabinete do prefeito, mas Nate faz o contrário viajando para a Europa no verão. Na terceira temporada ele corre para o escritório, com a ajuda de Nate e ganha o assento no Congresso. Tripp começa um caso com Serena quando descobre que Maureen criou uma conspiração que lhe valeria a eleição. Seu caso arruína seu casamento e compromete sua carreira e é descoberto durante um Dia de Ação de Graças desastroso. No dia seguinte, Tripp e Maureen concordam com certos termos relativos a Serena e sua carreira. Serena se recusa a continuar tal acordo de se tornar uma amante e eles lutam. Enquanto na estrada de volta a Manhattan, Trip e Serena colidem em direção a uma ponte e Tripp coloca Serena no banco do motorista para se afastar de qualquer implicação de prisão. Nate depois lhe dá um soco por ter envolvido Serena em um acidente. Tripp ressurge na quinta temporada quando Nate recebe uma dica de que a esposa de Tripp está tendo um caso. Tripp causa o acidente de carro de Chuck e Blair, pretendendo atacar Nate por ciúmes.

#### William van der Bilt
Interpretado por James Naughton nas temporadas 2, 3 e 5, William van der Bilt é o avô de Nate Archibald através de sua mãe Anne Archibald e o patriarca da poderosa família van der Bilt. William tem muito orgulho da herança política de sua família e tenta convencer Nate a seguir os negócios da família, já tendo convencido seu primo Tripp a fazê-lo. William parece cuidar de sua família, mas não está acima de manipulá-los para promover suas próprias agendas, como quando pede a Blair para "falar" com Nate sobre ir a Yale em vez de a Columbia. Anteriormente, ele se recusou a ajudar a mãe de Nate quando o capitão foi acusado de peculato, levando a uma desavença entre seu neto e ele próprio. Em "The Grandfather", Nate se reconecta com a família de sua mãe e seu avô exerce considerável influência sobre ele, contribuindo para as tensões com Vanessa e Blair. Até agora, Nate resistiu às sugestões de William sobre sua futura carreira política.

#### Eric van der Woodsen
Interpretado por Connor Paolo desde o piloto, Eric van der Woodsen é o irmão mais novo de Serena e herdeiro da fortuna Van Der Woodsen, sua tentativa de suicídio se torna catalisador para o retorno de Serena. Revelado sua homossexualidade mais tarde na primeira temporada para todos, depois que seu namorado Asher finge ter um relacionamento com Jenny Humphrey. Sua amizade com Jenny é reparada depois que ela pede desculpas no começo da segunda temporada. Eles logo se tornam melhores amigos durante a segunda temporada. Isso mais uma vez se desmorona durante a 3ª temporada depois que Jenny aceita seu papel como Queen Bee, mas logo, Eric faz as pazes com ela após o acidente de Serena. Ele então começa a namorar Jonathan Whitney, mas seu relacionamento se desfaz devido à necessidade obsessiva de Eric de "ensinar uma lição a Jenny". Na próxima temporada, ele começa a namorar um homem bissexual chamado Elliot.

#### William van der Woodsen
Dr. William van der Woodsen, interpretado por William Baldwin nas temporadas três, quatro, cinco e seis, é o primeiro marido de Lily e o pai de Serena e Eric. Lily esconde o fato de que ela tem câncer de sua família, exceto sua mãe, e vai ao seu ex-marido para tratamento. Quando Rufus descobre, isso causa uma tensão no casamento deles. Enquanto isso, Serena está brava com Lily por esconder isso dela desde que Serena estava procurando por seu pai nos últimos 3 anos. Quando William volta para o Upper East Side, ele é recebido com hostilidade por sua família. Lily decide que ela precisa dele; Eric é cauteloso sobre sua agenda, Serena decide que quer conhecer seu pai; e Rufus está com raiva de sua intrusão. Embora William realmente tenha tratado Lily, ele continua a mantê-la doente o suficiente para que ele seja necessário, porque ele se apaixonou por ela novamente e sente falta de sua família. Jenny queria a família Humphrey de volta e o resto da família descobre o plano de William para separar Lily e Rufus. Quando Serena descobre, ela fica especialmente arrasada, e William deixa a cidade quando a polícia se aproxima dele. Ele retorna na quarta temporada quando Lily é presa para sustentar sua família. Ele também faz as pazes com Rufus. Na quinta temporada, William van der Woodsen retorna ao Upper East Side para o velório e é o executor do espólio de CeCe. Ivy Dickens é anunciada como herdeira de CeCe, que aparentemente estava ciente do tempo todo da verdadeira identidade de Ivy. Carol Rhodes também revela a identidade do pai de Charlie como William Van der Woodsen. Na 6ª temporada, é mostrado que William está em um relacionamento com Ivy, os dois aparentemente trabalhando juntos para um plano para derrubar Lilly. Quando Bart Bass morre, William consola Lilly sobre isso e os dois reavivam seu antigo amor. Ivy está confusa quando está pronta para contar a Lilly sobre eles e William afirma nunca ter encontrado Ivy antes. Em particular, William revela a Ivy que ele estava usando-a durante todo o tempo em um plano para voltar com Lilly e dispensá-la friamente. Os momentos finais da série revelam que William e Lilly se casaram novamente.

#### Eleanor Waldorf
Interpretado por Florencia Lozano no piloto e Margaret Colin desde o episódio quatro, a mãe designer de moda de Blair Waldorf. Eleanor se divorciou recentemente de seu marido, Harold, desde que começou um relacionamento com um modelo masculino, Roman, que foi seu melhor amigo em seus primeiros anos como designer. Sua empresa é chamada "Eleanor Waldorf Desingns". Ela tem uma rivalidade com Marc Jacobs.

#### Harold Waldorf
Interpretado por John Shea nas temporadas um, dois e cinco. O pai de Blair que foi morar na França com seu amante Roman. Ele tradicionalmente fazia torta de abóbora durante o Dia de Ação de Graças, mas essa última festa que ele não passou com Blair, porque ele estava com Roman. Ele retorna para as férias com Roman, um modelo que estava em sintonia com sua ex-mulher, Eleanor. Harold agora vive na França e tem um gato chamado Cat, o mesmo nome do gato do filme favorito de Blair.

## Outros personagens

### Georgina Sparks
Interpretada por Michelle Trachtenberg nas temporadas um até a seis, Georgina Sparks é uma garota implacável e manipuladora do passado de Serena, que retorna a Nova York nos episódios finais da primeira, depois de escapar do tratamento de drogas em Utah. Ela retorna à cidade para se reconectar com Serena, mas vendo que ela mudou, Georgina decide tornar a vida impossível para ela. Ela começa a convencer Dan e confundir seus sentimentos em relação a Serena, dizendo-lhe a verdade de por que Serena deixou a cidade. Mais tarde, ela é confrontada por Blair e pelo próprio Dan, que conhecem toda a história dela. Seus pais a encontram e a internam em um local militar para meninas problemáticas. Georgina volta na segunda temporada, muito diferente, pertencente a um grupo religioso e esquecendo tudo o que ela fez no passado e tentando se reconciliar com Serena, Blair, Chuck, Dan e Nate, ajudá-los a pegar Poppy, mas quando Serena foi presa, Blair a humilha e a velha Georgina volta, planejando uma vingança contra seus velhos amigos, especialmente Blair e Serena. É revelado que Georgina recupera o dinheiro que Poppy roubou, diz a Dan que ela vai entrar na NYU e pede para ser colocada no quarto de Blair. Ela reaparece nos primeiros episódios da terceira temporada e surpreende Blair Waldorf quando ela aparece como sua amável companheira de quarto. Depois que seu relacionamento com Dan mais uma vez é frustrado, seguido de chantagem para Vanessa e estragar o casamento de Rufus e Lily, ela é enganada e enviada para longe com um príncipe russo, um plano para se livrar de seu set por Blair e com a ajuda de Dorota mandando para a Europa. No final da terceira temporada, após uma longa ausência, Georgina regressa a Nova Iorque do seu exílio forçado na Bielorrússia disfarçada com uma peruca loura e um casaco grande, desesperadamente buscando a ajuda de vários Siders do Upper-East com seu "problema". É revelado que Georgina está grávida e afirma que é filho de Dan. No início da quarta temporada, ela foge novamente, deixando Dan com seu filho Milo, mas mais tarde é revelado que ele não é o pai e que era apenas mais um dos esquemas de Georgina. Georgina leva Milo de volta quando Dan assina a certidão de nascimento, terminando seu plano manipulador e deixa Dan. Georgina depois retorna no final da quarta temporada para o evento de ex-alunos do Constance Billiard, na esperança de agitar o drama. Ela revela a Serena e outras pessoas que ela está morando atualmente em Bedford, Nova York, é casada com um jovem corretor estagiário da Wall Street, e está completamente entediada com seu estilo de vida atual de ser uma mãe que fica em casa. Georgina acidentalmente descobre o segredo por trás do primo de Serena,Charlie, e informa-a para manter contato. Na 5 ª temporada no casamento de Blair, é revelado que Georgina entra como a 'nova' Gossip Girl, a narradora anônima da série, como a 'verdadeira' Gossip Girl 'abandonou seu post após o acidente de Chuck e Blair. No final da temporada 5, é revelado que ela ajudará Dan a escrever seu acompanhamento para "Inside". Tendo o deixado por Chuck, Dan promete escrever o livro que ele deveria ter publicado anteriormente, que Georgina, que tem seu próprio resultado para se estabelecer com o Upper East Side, está mais do que feliz em ajudá-lo. No final da série, ela é mostrada para estar em um relacionamento com Jack Bass e ajuda a Blair e o Chuck com seu problema em relação Bart Bass.

### Isabel Coates
Interpretada por Nicole Fiscella nas temporadas um, dois e quatro, Isabel Coates é a companheira fiel de Blair, que continua sendo sua amiga apesar de perder o posto de rainha Bee. Ela é a melhor amiga de Kati Farkas. Ela também é uma pianista de concerto. Isabel e Penelope contribuem para o novo conflito entre Blair e Serena quando a posição da rainha muda de Blair para Serena. Seu vestido transparente que ela pretendia usar para o Snowflake Ball é usado para humilhar Vanessa. Isabel, Penelope e Nelly Yuki estão presentes quando planejam declarar Emma Boardman como a nova rainha, que foi para Jenny. Tanto Isabel quanto Penélope se recusam a mandar uma garota do Brooklyn levar adiante seu legado, mas Blair as convence do contrário. Isabel, junto com Kate, retornou no final da quarta temporada em uma reunião no Constant.

### Kati Farkas
Interpretada por Zhang Nan nas temporadas, quatro, cinco e seis, Kati Farkas é a companheira fiel de Blair até ela perde sua classificação como Abelha Rainha. Ela era a melhor amiga de Isabel Coates. O irmão de Kati é dono do apartamento que seria o local de encontro do décimo sétimo aniversário de Blair, com tema japonês, o que levou ao relacionamento secreto contínuo de Blair e Chuck durante a primeira temporada. Seus pais a mandam de volta para Israel depois das férias de primavera. Kati retornou com Isabel para um evento da constance no penúltimo episódio da quarta temporada e no final da temporada. Na quinta temporada, Kati retorna para competir com as ex-servas de Blair, Penelope e Jessica, para se tornar a dama de honra de Blair. Na sexta temporada, Kati e Jessica ainda continuam sendo as leais de Blair.

### Dorota Kishlovsky
Interpretado por Zuzanna Szadkowski desde o segundo episódio, Dorota é a empregada dos Waldorf. Em numerosos episódios, viu-se que Blair não trata Dorota como uma simples empregada. Na websérie "Chasing Dorota" ficou claro que Dorota era uma condessa na Polônia e tinha um marido secreto, Stranislaw. Dorota foi para os Estados Unidos e começou a trabalhar na casa dos Waldorf em 2004. Ela se divorciou do marido e começou um relacionamento com Vanya, o porteiro da casa dos Van der Woodsen. No episódio "The Treasure of Serena Madre" é revelado que ela está grávida e está esperando um filho de Vanya.

### Carter Baizen
Interpretado por Sebastian Stan nas temporadas um, dois e três, Carter Baizen é formado pela St. Jude e rival de Nate e Chuck. É mencionado que ele virou as costas para seus pais e assim foi deixado sem um fundo fiduciário e foi forçado a tomar as coisas em suas próprias mãos, moldando seu próprio futuro, algo que Carter revela a Serena uma semana antes do cotilhão. Na segunda temporada, Carter ressurge em Nova York com a misteriosa Elle, mas acaba envolvido com Blair e dorme com ela, contribuindo para sua espiral descendente. Ele logo sai de Nova York quando Serena e Chuck intervêm. No final da segunda temporada, Carter retorna a Nova York para contar a Serena que ele encontrou seu pai. Durante a estréia da terceira temporada, descobre-se que ele e Serena passaram o verão na Europa em busca de seu pai. Carter revela seus sentimentos para Serena e eles dão um beijo. O relacionamento deles termina quando é revelado que ele deixou a prima de Bree Buckley no altar, ganhando a ira dos Buckleys enquanto Bree tem seus primos chamados durante o casamento de Rufus e Lily para trazer Carter ao Texas para trabalhar em um lagar para pagar suas dívidas. Serena então aposta em um jogo de pôquer de alto risco pela liberdade de Carter e falha. Serena revela seus verdadeiros sentimentos em relação a Carter, mas devido ao que aconteceu, ele deixa a cidade.

### A Diretora Queller

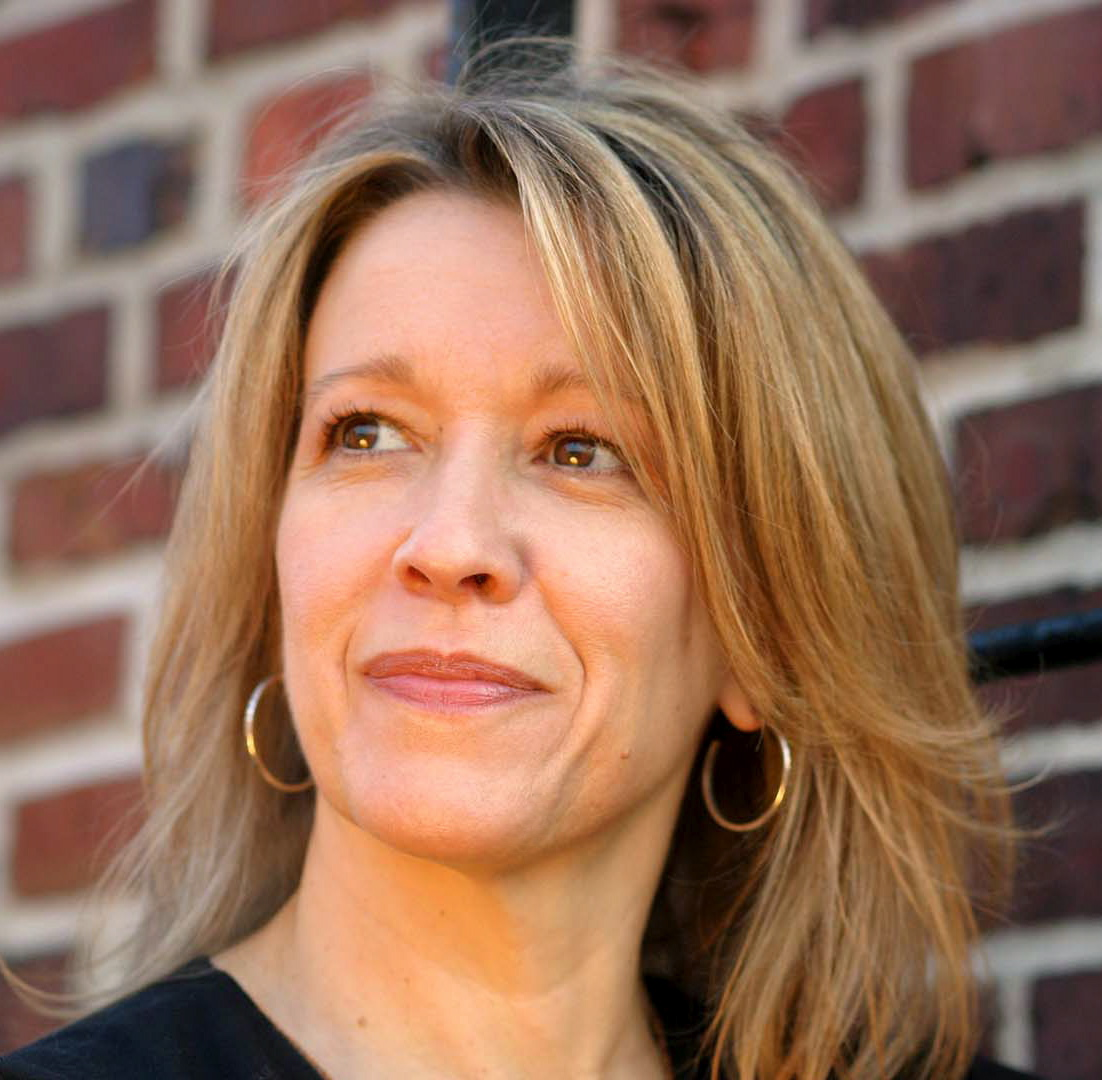
Linda Emond interpretou a Diretora Queller nas temporadas um e dois.

Interpretada por Linda Emond na primeira temporada e no início da segunda temporada e por Jan Maxwell no final da segunda temporada e por um episódio na quarta temporada, a diretora Queller é a diretora da Constance Billiard School. Blair menciona que ela e a diretora Queller tomaram chá quando se candidatou a Yale pela primeira vez. Ela aparece pela primeira vez na primeira temporada como a nova diretora e imediatamente enfrenta problemas com a classe júnior. Ela pragmaticamente interroga os alunos de Constance Billard e St. Jude quando um acidente na piscina da escola envolvendo a maioria da classe Júnior chega aos seus ouvidos e ameaça a expulsão se o agressor não se apresentar. Serena se aproxima, mas não é expulsa e, em vez disso, descobre que Bart Bass pagou a diretora que ganhou o serviço comunitário de Serena. Na segunda temporada, Jenny rejeita uma reunião com ela quando ela está faltando à escola e, em vez disso, trabalha no ateliê de Eleanor Waldorf. Jenny depois finalmente retorna a Constance. Nos episódios posteriores, Blair procura conselhos dela quando descobre que está na lista de espera de Yale e garante a ela que todos os alunos da Constance acabam sendo aceitos, contanto que suas transcrições sejam intocadas. Quando a srta. Carr lhe informa sobre o trote de Blair contra ela, a diretora Queller dá detenção a Blair por meio do serviço comunitário. O incidente de Blair chegou aos ouvidos de Yale e Blair não é mais aceita. Blair eventualmente tenta se inscrever no Sarah Lawrence College, mas não tem chance por causa de seu incidente de trote e que o reitor só falou com ela como um favor da diretora Queller.

### Penélope Shafai
Interpretada por Amanda Setton nas temporadas um, dois, quatro e cinco, uma membra do grupo privado de Blair, até que ela foi destronada de sua posição de abelha rainha. Constantemente sua lealdade muda entre Blair e Jenny. Este ajuda-a a escolher um namorado para vencer Blair, mas depois que Jenny mentiu sobre fazer sexo com Asher em "All About My Brother", sua amizade acabou. Penelope ajuda Chuck a arruinar o cabelo de Amanda Lasher para que Serena e Dan terminem seu relacionamento. Ela tem sentimentos em relação a Nate Archibald.

### Hazel Williams
Interpretada por Dreama Walker nas temporadas um e dois, uma membra do grupo privado de Blair, até que ela foi destronada de sua posição de abelha rainha. Durante o aniversário de Jenny, Hazel a convidou para ir a sua casa junto com suas outras amigas, mas Jenny conseguiu pegar o vestido de "Valentino". Junto com Penelope, ela consegue humilhar publicamente Vanessa no Snowflake Ball.

### Nelly Yuki
Interpretado por Yin Chang nas temporadas de um, dois e seis, é a rival acadêmica de Blair. Ele é um mérito acadêmico nacional, um Peabody Scholar e foi finalista em "Intel Science Talent Search". É um mérito acadêmico nacional, um Peabody Scholar e foi finalista em "Intel Science Talent Search". Mesmo que Blair quisesse destruir Nelly tendo ela terminado com seu namorado Todd, ela se tornaria sua amiga e acabaria com Jenny como Queen Bee. Pertence ao grupo de amigas de Blair na segunda temporada.

### Jonathan Whitney
Interpretado por Matt Doyle nas temporadas dois, três e quatro, ex-namorado de Eric e amigo de Jenny. Jonathan faz sua primeira aparição em "Chuck in Real Life", onde Eric o apresenta como seu novo namorado para toda a família. No início, não é aceito, mas tudo é discutido e corrigido. Bart revela a Eric que Jonathan estava traindo ele, então o relacionamento deles termina. Mais tarde, no funeral de Bart, eles retornam e Jonathan se matricula no St. Jude. Quando os jovens tentam descobrir quem é Gossip Girl, tudo aponta para ser Jonathan, mas depois ele revela que Gossip Girl os enganou. Depois que Jenny assume seu papel de rainha Bee, Jonathan e Eric concordam que Jenny está mudando e planejam que isso não aconteça. Mais tarde, no Cotillon, Jonathan termina seu relacionamento com Eric depois que ele começou a mudar, quando Blair e Eric fazem um plano para destruir Jenny.

### Diana Payne
Interpretada por Elizabeth Hurley na temporada cinco, Diana Payne é sexy, inteligente e manipuladora. Ela primeiro conhece Nate Archibald em Los Angeles em uma festa em sua casa (enquanto Nate afirma que a casa é dele) e acaba na cama juntos. Ela logo acaba em Nova York e lança sua própria linha de revistas on-line: 'The NY Spectator.' Em seguida, seu objetivo é derrubar o infame blog e o site de boatos da mídia em Nova York - "Gossip Girl". Até que seu relacionamento secreto atinge seu ponto de ruptura, Nate e Diana se vêem tentando fazer um ao outro ciumentos até Diana decidir ir a público - através do NY Spectator. Enquanto isso, Diana descobre a história de Ivy e Charlie sendo a mesma pessoa e força Charlie a trabalhar para ela e ameaçando a vida de Ivy Dickens. No final, reviravoltas mais chocantes são reveladas quando o malvado avô de Diana e Nate, William van der Bilt, está trabalhando em conjunto para orquestrar o emprego de Nate com Diana como parte de um grande plano sinistro para Nate e então ele saiu da cidade. No episódio 19 "It Girl Interrupted" o retorno de Diana Payne ao The Spectator inicia uma luta pelo poder com Nate e Diana conhece a nova namorada de Nate, Lola Rhodes. Após seu retorno, Lola, inadvertidamente, revela a todos que Diana é a mãe biológica de Chuck. Tentando encontrar mais informações sobre ela, Nate descobre que Diana Payne pode não ser seu nome verdadeiro.

### Damien Dalgaard
Interpretado por Kevin Zegers nas temporadas três e quatro, Damien Dalgaard é um traficante de drogas e o filho do embaixador da bélgica. Mais tarde, fez amizade com Jenny e usa como uma mula de drogas e a convence a se tornar um revendedor. Ele começa um namoro com Jenny e queria fazer sexo com ela, e quando ela se recusou e ele a deixou. Ele foi revelado em "The Hurt Locket" que ele era muito inteligente e atlético,  e também foi para o mesmo colégio interno que Serena quando ela foi embora. Mais tarde, isso também é reafirmado em "The Townie".
Na 4ª temporada, Damien tenta ajudar Blair e Dan encontrar Juliet quando ele descobre que ele vendeu Juliet uma grande quantidade de drogas como a cocaína, comprimidos e o éter, que era usado para drogas Serena. Ao mesmo tempo, ele começou a vender pílulas para dormir para Eric. Para se vingar de Ben, quando este ameaçou-lhe para ficar longe de Serena e sua família, ele faz amizade com Eric e cria um esquema para mandar Ben de volta para a cadeia, sem sucesso. Como ele tem usado a Eric para sua intenção, ele termina sua falsa amizade com Eric. Dan e Nate, pensando que Eric está na embaixada com Damien, foram para ele. Eles não os encontraram, mas encontraram o embaixador. Eles disseram a ele que seu filho é um traficante de drogas e ele foi cortado da herança de seu pai. Ele começa a chantagear Eric com a informação que ele sabe sobre o depoimento que Lily fez contra Ben. Eric foi para lidar drogas para Damien, de modo que esta possa manter um perfil baixo com seu pai. Damien tem adquirido um cheque de US$ 100.000 por Eric. Como ele sai do edifício dos Van der Woodsens, ele foi parado e a morte ameaçada por Ben para ficar longe dos Van der Woodsen enquanto obtém o cheque de volta.

### Louis Grimaldi
Interpretado por Hugo Becker nas temporadas quatro e cinco, Luís sobrinho de Alberto II e o herdeiro ao trono do principado de Mônaco. Ele conhece Blair em Paris no início da quarta temporada e começa a se apaixonar por ela - no entanto, não querendo que ela se interessasse apenas por ele por causa de seu título, ele age como se fosse um motorista (embora Blair depois descubra a verdade). No final da temporada, Louis chega a Nova York para namorar Blair. Blair diz a ele que ela quer um relacionamento e no início eles se encontram secretamente para que a mãe de Louis, a princesa Sophie, não descubra que seu filho está namorando uma plebeu. Luís pede a Blair para se casar com ele depois que ela foge com Chuck arruinou com suas declarações bêbadas de amor, apesar de sua mãe não achar que Blair é adequada para ser uma princesa de Mônaco. Mais tarde, com a ajuda de Cyrus, a mãe de Louis está convencida de que Blair é digna o suficiente e, em deferência, Louis frequentemente sustenta seus desejos sobre os de Blair. Louis, embora geralmente de maneiras gentis, é intensamente paranoico com relação a Blair com Chuck, que muitas vezes tem que convencê-lo a voltar e confiar nela. No episódio 13 da quinta temporada, o centésimo episódio, a cerimônia de casamento de Louis e Blair foi interrompida por uma notícia explosiva da Gossip Girl, um vídeo de Blair declarando seu amor eterno por Chuck, não por Louis. Depois, Louis perdoa Blair e continua a cerimônia. No entanto, na recepção, Louis revela a Blair que o casamento é um contrato e "um show", mas que o amor deles não existe.

### Juliet Sharp
Interpretada por Katie Cassidy na quarta temporada, Juliet Sharp é uma mulher intrigante que Nate conheceu em um bar enquanto ele está em um encontro com uma das garotas do pequeno livro preto de Chuck. Ela sabe muito mais sobre a gangue do que o que ela deixa transparecer, e é ela quem aconselha Vanessa a se reunir com Dan, para que Nate possa trazer Serena de volta. No final do terceiro episódio, ela conhece um homem na prisão, Ben, que mais tarde descobriu ser seu irmão. Quando Nate começa a suspeitar do comportamento estranho de Juliet e da agenda ocupada, ele pede a ela que fale mais sobre sua vida. Ela o leva para o que parece ser o seu apartamento, mas enquanto Nate vai para ver o lugar, ela entrega um dinheiro para um homem que diz que os verdadeiros donos do apartamento que estarão de volta no dia seguinte. Sua fachada glamourosa e impenetrável e a abordagem desdenhosa do amor realmente escondem uma natureza sensível e carinhosa e, à medida que a estação avança, ela declara ter sentimentos genuínos por Nate. Mas depois que seu irmão ataca o pai de Nate na prisão por Juliet tentar renunciar a seus planos, ela liga para Nate e termina seu relacionamento por causa da segurança de Howard. Depois que ela desliga, o professor de Serena, Colin, entra na sala e entrega a Juliet um cheque, fazendo-nos acreditar que está planejando sabotar Serena. Mais tarde viemos a saber que ele é, na verdade, que ele é de fato seu primo, e que o cheque era para cobrir o aluguel e as taxas escolares, ele não faz ideia dos planos dela e de seu irmão para Serena. Juliet, Vanessa e Jenny se juntam para atacar Serena com um golpe, colocando-a em um lugar no Ostroff Center para recuperação. Juliet começa a chantagear Lily para um cheque mensal, dizendo que revelará um dos outros segredos sujos de Serena se ela não lhe der dinheiro. Para evitar a ira de Blair e outros, Juliet sai para voltar para sua cidade natal. Um tempo depois, Juliet vê Damien, Dan e Blair entrando em um carro juntos, fazendo-a assumir que eles sabem tudo sobre o que ela fez e trazendo ela de volta para Manhattan para contar tudo a Serena. Serena e Juliet fazem as pazes quando Juliet descobre que foi Lily que assinou o documento que fez com que seu irmão fosse sentenciado a cinco anos de prisão. Antes de partir novamente para sua cidade natal, Juliet promete não prejudicar dano a Serena ou a qualquer outra pessoa novamente. No entanto, isso não convence Nate, que a repreende. Isso machuca Juliet imensamente quando ela sai.

### Ben Donovan
Interpretado por David Call na quarta temporada, Ben Donovan é o irmão de Juliet que está na prisão. Ele foi professor de inglês de Serena por um breve período e, tendo passado algum tempo juntos, ambos desenvolveram sentimentos mútuos. Quando Serena retornou a Manhattan, Ben foi acusado de estupro estatutário e de transportar um menor através das linhas estaduais. Um crime que foi assinado com a própria assinatura de Serena. Isso fez com que ele fosse forçado a cumprir uma sentença de cinco anos por um crime que não cometeu. Ele e Juliet inventaram um plano para destruir a vida de Serena permanentemente, no entanto, sem intenção real de machucá-la fisicamente. No final, foi revelado que Lily, a mãe de Serena, o mandou para a cadeia fingindo a assinatura de sua filha para que Serena pudesse voltar para Constance, Serena visita Ben para explicar tudo e tentar com sucesso uma reconciliação. Ben e Serena começaram a sair, mais tarde se transformando em um casal. Ele ameaçou Damien para ficar longe do Van Der Woodsens duas vezes, a segunda sendo uma ameaça de morte.

### Russell Thorpe
Interpretado por Michael Boatman na quarta temporada, Russell Thorpe é um amigo de longa data de Bart Bass, que começou no mercado imobiliário em torno do mesmo tempo juntos. Depois de Bart roubou a maioria de seus negócios e destruído muitos de seus planos de negócios, Thorpe, essencialmente, foi executado fora da cidade e foi para Chicago, a fim de construir o seu próprio império para lá. Russell e sua filha Raina voltaram para o Upper East Side em The Kids Are Not Alright para agitar as coisas para as famílias reinantes e comprar a Bass Industries. Além disso, ele e Lily também compartilharam um passado sexual, embora ela afirme que foi há muito tempo. Ele é contra a relação entre Raina e Chuck. Mais tarde, ele revela a Chuck por que ele queria arruinar Bass Industries e diz a ele que Bart Bass matou sua esposa Avery Thorpe em um incêndio em um dos edifícios Barts que foi criado pelo próprio Bart. Nos episódios finais da 4ª temporada, Chuck descobre que Avery teve um caso com seu pai e que ela lhe escreveu uma carta de rompimento que leva Chuck a pensar que esta poderia ser a razão pela qual ele a queria morta. Depois de Russell chamar Jack Bass com a intenção de estragar Chuck, Chuck, Nate e Jack enganam Russell e o pegam enquanto roubavam um dos vídeos das câmeras de segurança do dia do incêndio. Russell diz a eles toda a verdade e é que a carta de separação não era para Bart, mas para Russell. Russell não sabia que Avery estava no prédio e pensou que Bart era o único dentro dele. Depois do incêndio, ele fez um acordo com Bart e foi que ele fugiria para Chicago se Bart pegasse a culpa no incêndio e nunca mencionasse Avery novamente.

### Raina Thorpe
Interpretado por Tika Sumpter na quarta temporada, Raina Thorpe é a filha esperta e sincera de Russell Thorpe, que também ajuda seu pai em seus negócios. Chuck Bass primeiro a conhece e assume que ela é sua assistente, ao que ela diz que é sua secretária. Mais tarde, ele descobre que ela é na verdade sua filha e o vice-presidente de seu pai. Ela está envolvida com seu pai na compra de Bass Industries e, mais tarde, admite a Chuck que foi Russell que derrubado fora um potencial comprador para que eles pudessem adquiri-lo. Ela também se oferece para dormir com Chuck, que aceita a oferta no final de "The Kids Are Not Alright". Eles têm um relacionamento sexual curto que termina quando Chuck é informado por Russell que Bart Bass foi responsável pela morte da mãe de Raina, Avery. Ele explicou que Bart estava tendo um caso com Avery mais de vinte anos atrás, e que Bart propositalmente a prendeu em um incêndio no apartamento quando ela decidiu voltar para Russell. Ele diz a Chuck que ele levou Raina a acreditar que sua mãe os abandonou quando ela era um bebê, então ela não sabe sobre sua morte. Em Damien Darko, Chuck pede a Raina que o pai de Nate seja demitido depois de descobrir que ele está trabalhando para Russell Thorpe. Mais tarde, ela desenvolve um relacionamento romântico com Nate, que lhe diz a verdade sobre sua mãe. Ela diz a Russell que não quer nada com ele, mas depois ajuda Blair e Chuck quando descobriu que ele era responsável por matar sua mãe.

## Convidados
Reed Birney interpreta o Sr. Prescott nas temporadas 1 e 2, professor da Constance Billard e St. Judes. Jill Flint interpreta Bex Simon nas temporadas um e dois, o negociante de arte de Lily e um interesse amoroso menor por Rufus. Alison Humphrey, ex-mulher de Rufus e mãe de Dan e Jenny é interpretada na primeira temporada por Susie Misner. Mädchen Amick interpreta a duquesa Catherine Beaton na segunda temporada. Ela tem um pequeno caso com Nate. Seu enteado, Lorde Marcus Beaton é interpretado por Patrick Heusinger na segunda temporada. Ele tem um relacionamento com Blair. No começo ele finge ser um estudante universitário chamado James, mas quando Blair acha que ele é chato, ele diz a verdade. Quando Blair descobre que ele está tendo um caso com sua madrasta, ela os chantageia para deixar o país. Tamara Feldman interpretou Poppy Lifton na segunda e sexta temporadas, uma amiga de Serena. O namorado dela, Gabriel Edwards, é interpretado por Armie Hammer na segunda temporada. Quando Serena volta de um feriado na Espanha com Poppy e Gabriel, ela começa um relacionamento com ele. No entanto Poppy e Gabriel ainda estão juntos e usam Serena para roubar dinheiro de Lily. John Patrick Amedori interpreta Aaron Rose na segunda temporada, um artista que se torna um interesse amoroso por Serena. No entanto, ela o deixa quando percebe que ainda gosta de Dan. Willa Holland interpreta Agnes Andrews na segunda temporada e por um episódio na terceira temporada. Ela é um modelo que faz amizade com Jenny, no entanto, quando as duas se tornam parceiras de negócios, as coisas dão errado e elas se tornam inimigas. Andrew Tyler, um detetive que trabalha para Bart e Chuck, é interpretado por Kevin Stapleton nas temporadas dois e quatro. Aaron Schwartz interpreta Vanya nas temporadas 2, 3 e 4, o porteiro do prédio do apartamento de LIly, que depois se casa com Dorota. Ele e Dorota têm uma filha na terceira temporada e um filho na quinta temporada. Laura Breckenridge interpreta Rachel Carr, o interesse amoroso romântico de Dan e seu professor na segunda temporada

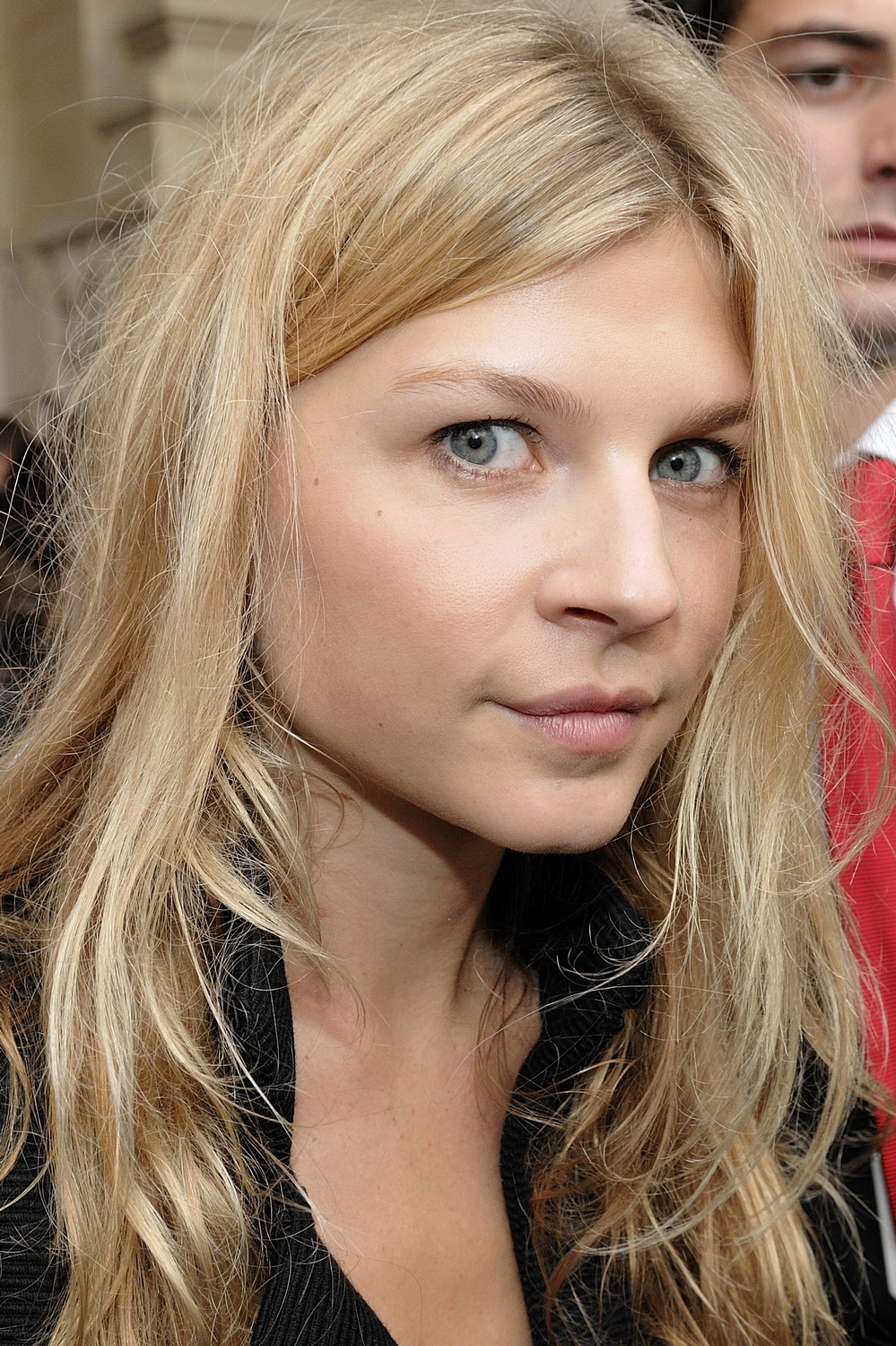
Clémence Poésy interpretou Eva Coupeau na quarta temporada.

Joanna García interpreta Bree Buckley nos primeiros quatro episódios da terceira temporada. As famílias dela e de Nate são rivais e começam um tipo de relacionamento "Romeu e Julieta". Quando ela descobre que sua prima é deixada no altar em seu casamento com Carter Baizen, ela tenta se vingar dele por sua família, o que leva a ela e à separação de Nate. Olivia Burke é interpretada por Hilary Duff na terceira temporada. Ela é uma famosa estrela de cinema, que começa um relacionamento com Dan. Eles se separam quando ela percebe o Dan tem sentimentos por Vanessa. Deanna Russo interpreta K.C. Cunningham, publicitária de Olivia Burke e ex-chefe de Serena, na terceira temporada e por um episódio na quarta temporada. Laura Harring interpreta Elizabeth Fisher na terceira temporada. Ela é a mãe de Chuck, que foi pensou ter morrido ao dar a luz a Chuck. Ela revela a Chuck que ela partiu quando ele nasceu, porque ela tinha dezenove anos e não tinha intenções de se casar com Bart. Bart mais tarde pagou a ela para ficar longe de seu filho. Ela também namorou o tio Jack de Chuck no passado, a quem ela deu a companhia de Chuck depois que ele deu a ela. Sherri Saum interpreta Holland Kemble na terceira temporada. Ela é contratada por William van der Woodsen para seduzir Rufus, a fim de acabar com ele e Lily. Luke Kleintank retrata Elliot Leichter, o interesse amoroso bissexual de Eric, nas temporadas três e quatro. Jessica, interpretada por Alice Callahan nas temporadas três, quatro e cinco, é uma das novas seguidora de Blair na Columbia.
Clémence Poésy retrata Eva Coupeau nos quatro primeiros episódios da quarta temporada. Ela salvou Chuck de morrer quando ele foi baleado em Praga. Eles iniciam um relacionamento e ela transforma Chuck em uma pessoa melhor e mais filantrópica. Quando Blair tenta separá-los, ela descobre que Eva era uma prostituta, mas Chuck perdoa Eva por não ter contado a ele e dedica uma instituição de caridade em nome de Eva. No entanto Eva despeja Chuck quando, depois de todas as coisas boas que ele fez para ele, Chuck ainda é enganado por um dos esquemas desonestos de Blaire em pensar que Eva estava apenas usando ele. Chuck percebe o erro apenas tarde demais, quando Eva, de coração partido com a desconfiança de Chuck, volta para a França. Dean Reuther, o reitor da Columbia, é interpretado por Jayne Atkinson na quarta temporada. Samuel Page retrata Colin Forrester na quarta temporada, primo de Juliet e professora da faculdade de Serena, com quem ela tem um relacionamento curto. Carol Rhodes, interpretada por Sheila Kelley nas temporadas quatro e cinco, é a irmã de Lily que vem para Nova York com Ivy, que finge ser sua filha Charlie, a fim de obter acesso ao fundo fiduciário de Charlie. Brian J. Smith interpreta Max Harding na quinta temporada, o ex-namorado de Ivy, que descobre que ela está fingindo ser outra pessoa e a chantageia. Jane, interpretada por Michael Michele na quinta temporada, é uma produtora de cinema que contrata Serena, mas ela logo desiste. Marina Squerciati retrata Alessandra Steele na quinta temporada, uma publicista que publica o livro de Dan.
Durante a quinta temporada, Roxane Mesquida retrata Béatrice Grimaldi, irmã de Louis que não aprova o interesse de seu irmão por Blair. Marc Menard interpreta o Padre Cavalia, um padre de Mônaco com laços com o noivo de Blair, Louis. Amanda Perez como Tina, assistente de Nate no The Spectator.

## Aparições especiais
- The Pierces ("Hi, Society")

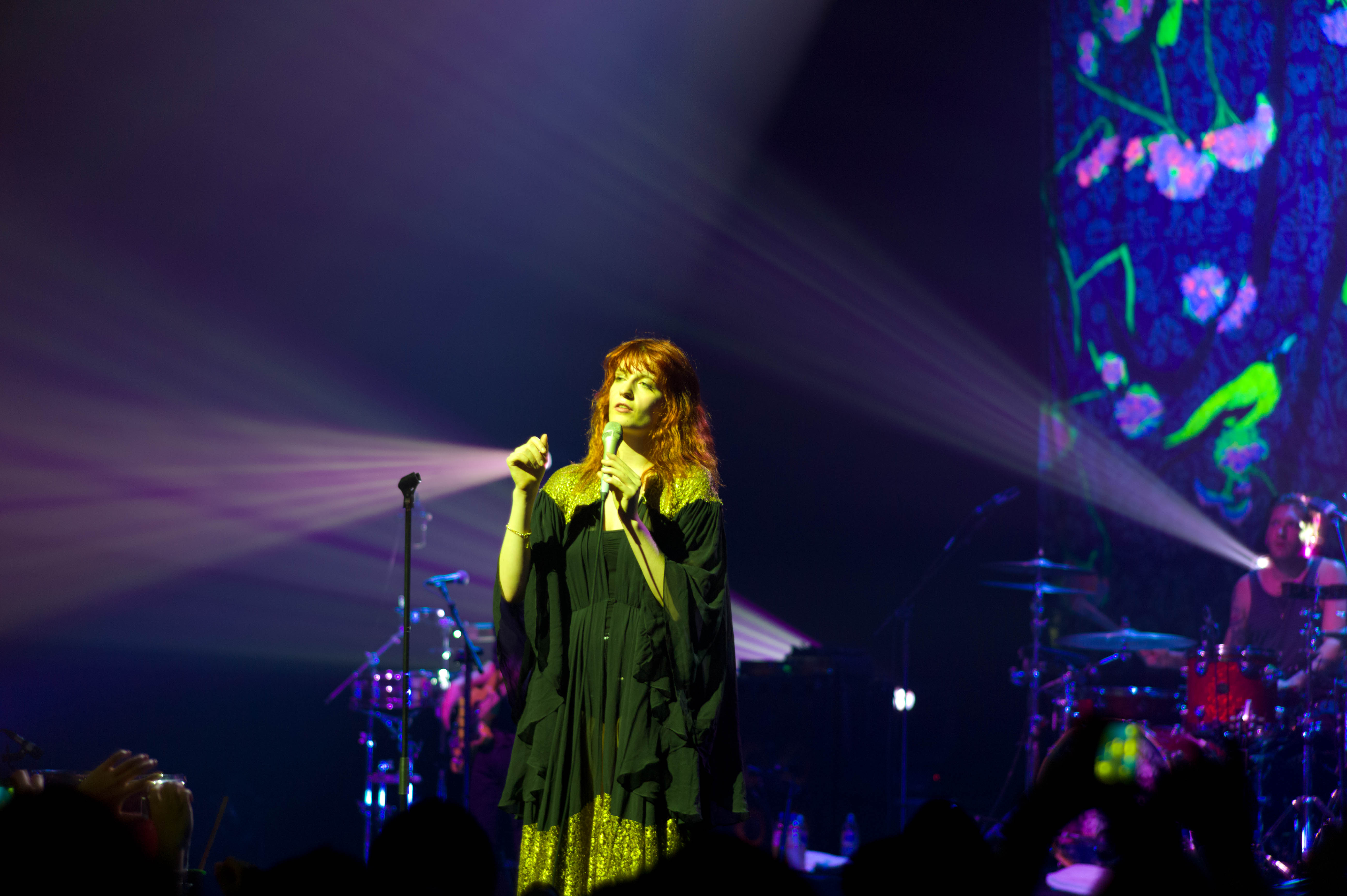
Florence and the Machine apresentando "Cosmic Love" na série

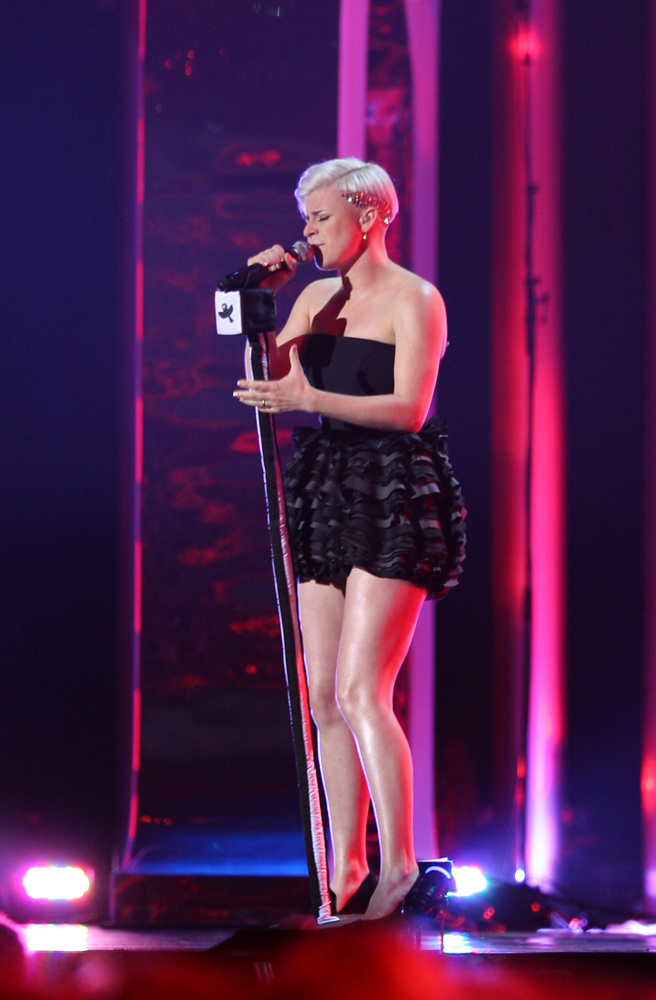
Robyn performando "Hang With Me" na série

- Lisa Loeb ("Woman on the Verge", "New York, I Love You XOXO")
- Sylvia Weinstock ("Woman on the Verge", "Rhodes to Perdition")
- Ebony J Lewis ("Much 'I Do' About Nothing")
- Tinsley Mortimer ("Summer Kind of Wonderful", "The Serena Also Rises")
- Cristina Greeven Cuomo ("The Serena Also Rises")
- Michael Kors ("The Serena Also Rises")
- Christian Coulson ("Touch of Eva")
- Honor Brodie ("Chuck in Real Life")
- Ariel Foxman ("Chuck in Real Life")
- Cyndi Lauper ("Bonfire of the Vanity")
- Nastia Liukin ("It's a Wonderful Lie")
- Jennifer Damiano ("It's a Wonderful Lie")
- Charles Isherwood ("The Age of Dissonance")
- Patrick McMullan ("Remains of the J")
- Ashley Hinshaw ("Reversals of Fortune")
- Nacho Figueras ("Reversals of Fortune")
- Alexandra Richards ("Reversals of Fortune")
- Sean MacPherson ("The Lost Boy")
- Tory Burch ("Dan de Fleurette")
- Tyra Banks ("Dan de Fleurette")
- Georgina Chapman ("Dan de Fleurette")
- Kim Gordon ("Rufus Getting Married")
- Jimmy Fallon ("The Grandfather: Part II")
- Plastiscines ("They Shoot Humphreys, Don't They?")
- Lady Gaga ("The Last Days of Disco Stick")
- Alexandra Carl ("The Hurt Locket")
- Deadmau5 ("The Empire Strikes Jack")
- Lou Doillon ("Belles de Jour")
- Karlie Kloss ("Belles de Jour")
- Willy Wong ("Belles de Jour")
- Danielle Billinkoff ("Belles de Jour")
- Meredith Melling Burke ("Belles de Jour")
- Hamish Bowles ("The Undergraduates")
- Charlotte Ronson ("The Undergraduates")
- Diane von Fürstenberg ("The Undergraduates")
- Alessandra Ambrósio ("The Undergraduates")
- Kick Kennedy ("Touch of Eva")
- Tim Gunn ("Easy J")
- Jared Kushner ("Easy J")
- Isaac Mizrahi ("Easy J")
- Ivanka Trump ("Easy J")
- Cynthia Rowley ("War at the Roses")
- Joe Zee ("War at the Roses")
- Rachel Zoe ("War at the Roses")
- Robyn ("War at the Roses")
- Darci Kistler ("Juliet Doesn't Live Here Anymore")
- Peter Martins ("Juliet Doesn't Live Here Anymore")
- Gillian Murphy ("Juliet Doesn't Live Here Anymore")
- Ethan Stiefel ("Juliet Doesn't Live Here Anymore")
- John DeLucie ("The Witches of Bushwick")
- Minnie Mortimer ("The Townie")
- Stefano Tonchi ("Damien Darko")
- Robert Ackroyd ("Panic Roommate")
- Florence and the Machine ("Panic Roommate")
- Cecily von Ziegesar ("The Wrong Goodbye")
- David O. Russell ("The Wrong Goodbye")
- Zoë Bell ("Yes, Then Zero")
- Jenny Lewis ("Yes, Then Zero")
- Johnathan Rice ("Yes, Then Zero")
- Sloane Crosley ("Memoirs of an Invisible Dan")
- Elizabeth Quinn Brown ("Rhodes to Perdition")
- Matthew Lynch ("Riding in Town Cars with Boys")
- Vera Wang ("The End of the Affair")
- Dick Cavett ("Con-Heir")
- Kristen Bell ("New York, I Love You XOXO")
- Rachel Bilson ("New York, I Love You XOXO")
- Michael Bloomberg ("New York, I Love You XOXO")
- Jonathan Karp ("Simon and Schuster- Dan's publisher")